# Fundación Francisco Ayala
La Fundación Francisco Ayala es una entidad privada sin ánimo de lucro cuyo objetivo es custodiar el legado creativo, intelectual y material de Francisco Ayala y promover el estudio y la difusión de su obra como precursor de la renovación de la prosa española de vanguardia, la narrativa y el ensayo del exilio, el pensamiento social y la teoría y la historia literarias.

## Sede

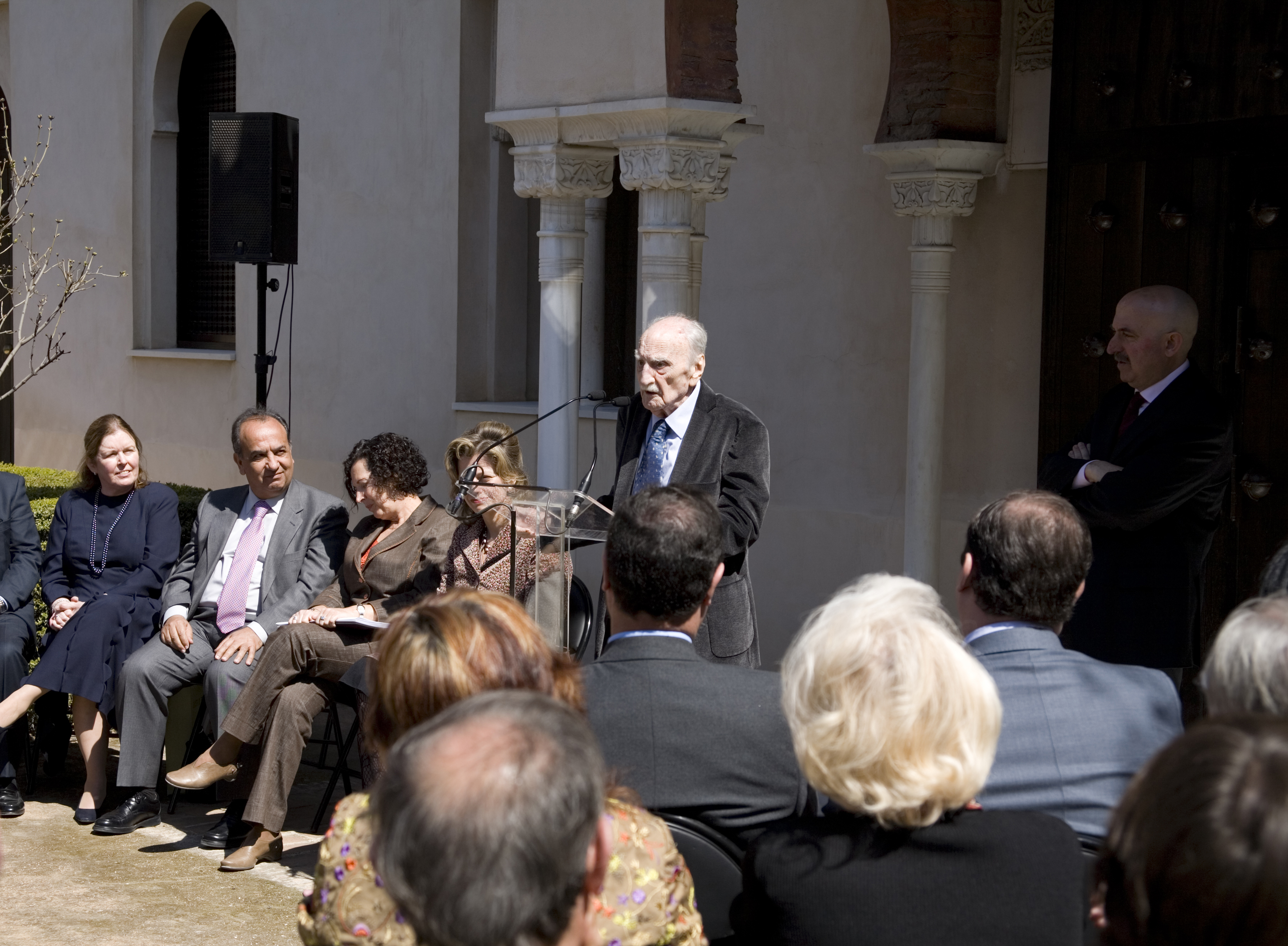
Francisco Ayala interviene en el acto de inauguración de la sede de su fundación en Granada (19 de marzo de 2007).

Desde el año 2007, la Fundación Francisco Ayala tiene su sede en el palacete de Alcázar Genil de Granada. El edificio, declarado Bien de Interés Cultural, formaba parte de una almunia almohade cuyo origen se remonta a principios del siglo XIII. La fisonomía actual del palacete se debe a la remodelación sufrida en el último tercio del siglo XIX. El inmueble, que fue restaurado por última vez a finales de los años 90 del siglo XX, conserva una qubba nazarí. La Fundación desarrolla su actividad en los pabellones laterales del palacete. Sus instalaciones disponen de una sala de actividades, un espacio de biblioteca, otro para investigadores y reuniones y una zona de administración. El 4 de octubre de 2022 se inauguró una sala dedicada a la figura de Luz García-Duarte, pintora granadina y madre de Francisco Ayala; en este espacio se exponen los cuadros de la pintora donados por la familia Ayala a la Fundación.

## Historia

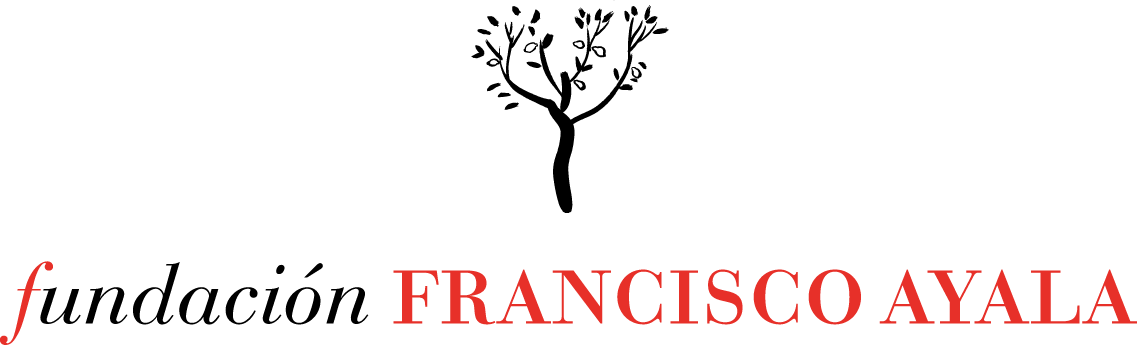
Logotipo de la Fundación Francisco Ayala.

El 9 de octubre de 1998 tuvo lugar en el Hospital Real de Granada, sede del Rectorado de la Universidad de Granada, el acto de constitución de la Fundación. Los primeros secretarios del patronato de la Fundación fueron los catedráticos Manuel Ángel Vázquez Medel y Antonio Sánchez Trigueros. El 14 de noviembre de 2003, en una reunión del patronato de la Fundación celebrada en Granada y presidida por el propio Ayala, se decidió la creación de una sede única para la Fundación en su ciudad natal. El 14 de marzo de 2005 se acordó la cesión del Palacete Alcázar Genil por parte de la Consejería de Cultura de la Junta de Andalucía. En ese mismo año, Rafael Juárez es nombrado secretario del Patronato de la Fundación. 
El 19 de marzo de 2007 Francisco Ayala asistió a la inauguración de la sede de la Fundación en el Palacete Alcázar Genil. El 3 de diciembre de 2009, un mes después del fallecimiento del escritor, se celebró una ceremonia en su recuerdo; durante el acto se anunció que sus cenizas reposan bajo un limonero en los jardines de la Fundación. En abril de 2017 Manuel Gómez Ros sustituyó a Rafael Juárez como director de la institución. El 26 de junio de 2024 falleció Carolyn Richmond de Ayala, presidenta de honor de la Fundación.

## Patronato y comisión asesora
El patronato de la Fundación está compuesto por los máximos representantes de la Consejería de Cultura y Deporte de la Junta de Andalucía, cuyo titular preside la Fundación, el Ayuntamiento de Granada, la Diputación de Granada y las universidades de Granada, Sevilla e Internacional de Andalucía. En 2024, el académico Darío Villanueva fue elegido patrono de la Fundación.
La comisión asesora de la Fundación está formada por Pedro Cerezo Galán, Luis García Montero, Rosa Navarro Durán, Antonio Sánchez Trigueros, Manuel Ángel Vázquez Medel y Juan Vida Arredondo.

## Biblioteca y archivo

### Biblioteca

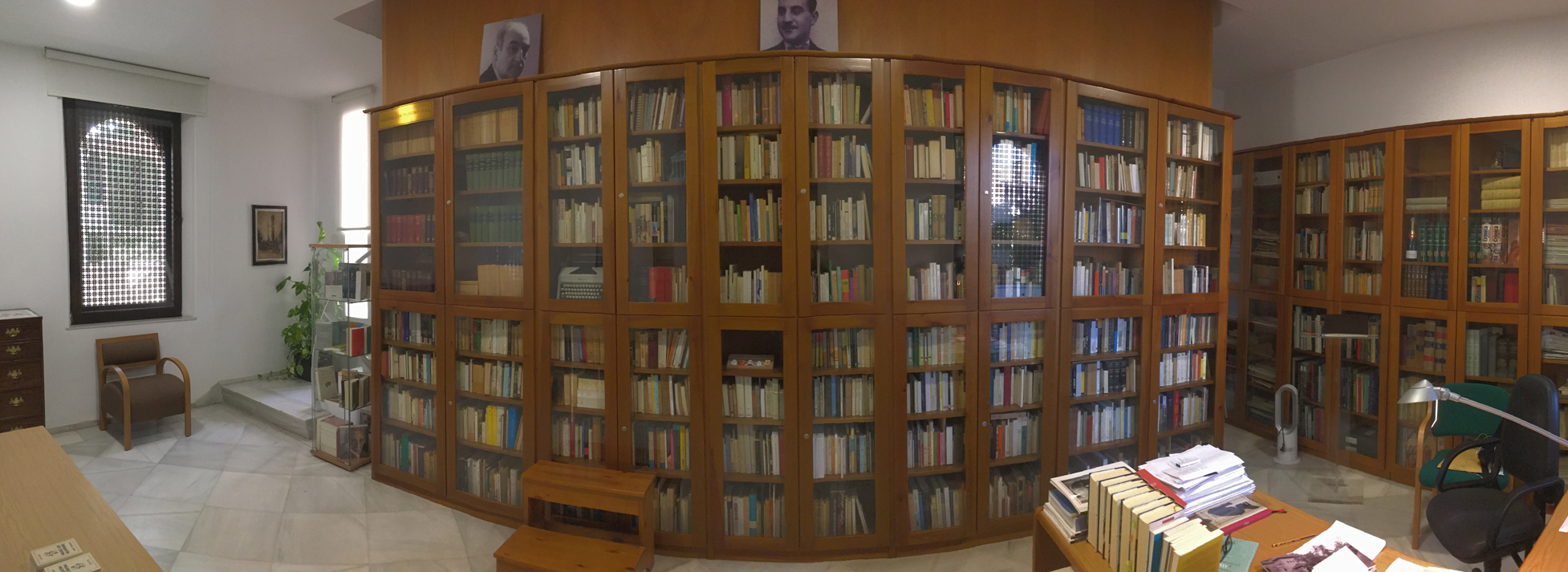
Biblioteca personal de Francisco Ayala ubicada en la sede de su fundación.

La Fundación conserva los libros de la biblioteca personal de Francisco Ayala, donados por el autor, y dispone de un fondo bibliográfico que forma una colección exhaustiva de todas las publicaciones que contengan escritos suyos o que se ocupen de él. La biblioteca incluye también las obras de Francisco Ayala traducidas a las principales lenguas de cultura, así como las traducciones que él mismo realizó.
La biblioteca de la Fundación está integrada en la Red de Centros de Documentación y Bibliotecas Especializadas de Andalucía (IDEA), y su catálogo se puede consultar en red.

### Archivo

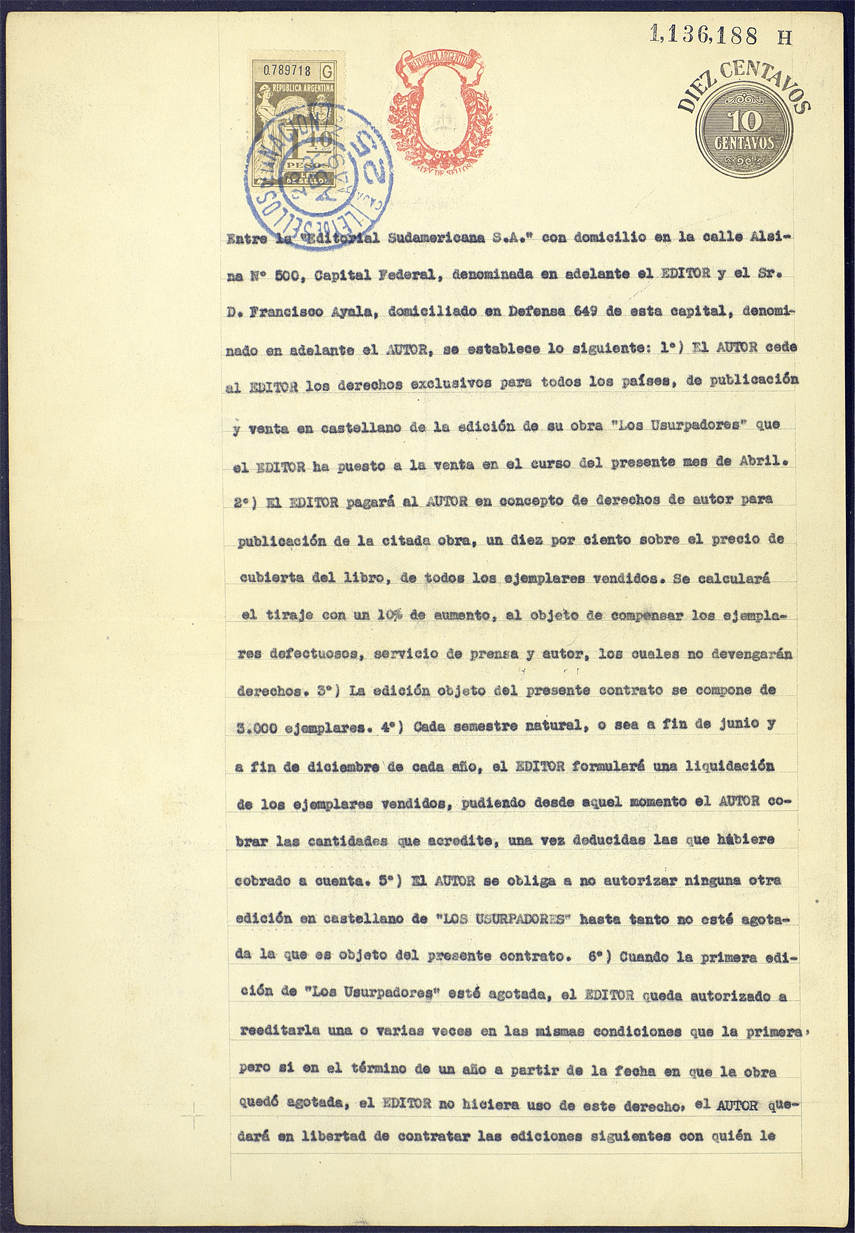
Primera página del contrato entre la editorial Sudamericana y Francisco Ayala para la edición y derechos de publicación de Los usurpadores. Documento perteneciente al archivo de la Fundación Francisco Ayala.

La Fundación Francisco Ayala custodia el archivo personal del autor, compuesto por más de cinco mil documentos. En él se pueden encontrar fotografías, títulos académicos, contratos editoriales, abundantes recortes de prensa, algunos originales del autor y más de quinientas cartas. Este fondo documental está inventariado, descrito y digitalizado, y se encuentra a disposición de los investigadores para su consulta.

## Proyectos digitales

### El epistolario digital
En 2015 la Fundación comenzó a digitalizar el epistolario conservado de Francisco Ayala. En 2020 el epistolario, que puede ser consultado en la página web de la Fundación, alcanzó la cifra de mil cartas con más de ochenta corresponsales a lo largo de 70 años. Hay correspondencias con algunos de los principales escritores e intelectuales del siglo XX hispano como Max Aub, Victoria Ocampo, Camilo José Cela, Jorge Guillén, Pedro Salinas, Dámaso Alonso, Luis Seoane, Eduardo Mallea, Ilsa Barea, Juan Ramón Jiménez o Ángel del Río, entre otros.

### La bibliografía digital
La bibliografía digital de la Fundación recoge más de tres mil referencias de publicaciones de Francisco Ayala. Cada registro indica la localización del documento en el volumen o volúmenes de las Obras Completas que lo contienen. La bibliografía se puede consultar en la web de la Fundación.

## Actividades de la Fundación

### Publicaciones
La Fundación publica, en coedición con la Editorial Universidad de Granada, la colección Cuadernos de la Fundación Francisco Ayala. El objetivo de esta serie es poner al alcance del público textos recuperados del autor y monografías sobre su obra y su trayectoria intelectual.
Entre las colaboraciones editoriales de la Fundación destaca la que llevó a cabo entre 2007 y 2014 con Círculo de Lectores-Galaxia Gutenberg para la publicación de los siete volúmenes de las Obras Completas de Francisco Ayala, así como el acuerdo con Alianza Editorial para la reedición de las principales obras ayalianas en su colección El libro de bolsillo. 
Además, anualmente la Fundación edita un libro con los finalistas del premio Recuerdos de Granada.

### Ayudas a la investigación
Desde 2008 la Fundación convoca becas de ayuda a la investigación para trabajos sobre la obra narrativa y ensayística de Francisco Ayala y su trayectoria
intelectual, con prioridad para los de carácter bibliográfico o de recuperación de documentos.

### Actividades divulgativas
La Fundación ofrece un amplio y variado programa de actividades de divulgación,
tales como paseos por la Granada de Ayala, talleres y seminarios, visitas guiadas a la sede, presentaciones de libros, exposiciones itinerantes, colaboración con clubes de lectura y difusión de materiales didácticos para la comunidad educativa.

### Concursos y premios
La Fundación organiza y colabora anualmente en la organización de los siguientes certámenes:
- Recuerdos de Granada: concurso de lectura y escritura dirigido a alumnos de 1.º de Bachillerato.
- Premio de Traducción Francisco Ayala: en colaboración con la Facultad de Traducción e Interpretación de la Universidad de Granada, este certamen se dirige a alumnos universitarios y premia traducciones en diferentes lenguas.